# Municipio de Sandusky (condado de Sandusky)
El municipio de Sandusky (en inglés: Sandusky Township) es un municipio ubicado en el condado de Sandusky en el estado estadounidense de Ohio. En el año 2010 tenía una población de 3619 habitantes y una densidad poblacional de 62,38 personas por km².

## Geografía
El municipio de Sandusky se encuentra ubicado en las coordenadas 41°22′52″N 83°7′54″O / 41.38111, -83.13167. Según la Oficina del Censo de los Estados Unidos, el municipio tiene una superficie total de 58.01 km², de la cual 56,71 km² corresponden a tierra firme y (2,25 %) 1,3 km² es agua.

## Demografía
Según el censo de 2010, había 3619 personas residiendo en el municipio de Sandusky. La densidad de población era de 62,38 hab./km². De los 3619 habitantes, el municipio de Sandusky estaba compuesto por el 90,96 % blancos, el 2,18 % eran afroamericanos, el 0,36 % eran amerindios, el 0,55 % eran asiáticos, el 3,56 % eran de otras razas y el 2,38 % eran de una mezcla de razas. Del total de la población el 11,22 % eran hispanos o latinos de cualquier raza.